# Медынский, Григорий Александрович
Григо́рий Алекса́ндрович Меды́нский (настоящая фамилия — Покро́вский; 1899—1984) — русский советский писатель. Лауреат Сталинской премии третьей степени (1950).

## Биография
Григорий Покровский родился 30 января (11 февраля) 1899 года в Козельске (ныне Калужская область) в семье священника. Детские и юношеские годы провел в медынском сельце Пятница-Городня, где служил священником его отец.
В 1917 году Григорий Александрович окончил Калужскую гимназию.
В 1918 году он начал работать в советском государственном аппарате, но вскоре перешел на педагогическую работу в Гремячево Медынского уезда.
В 1919—1929 годах вёл педагогическую работу в Калужской области, на Урале, в Москве. В 1922—1928 годах участвовал в ликвидации детской беспризорности, в движении безбожников, выступал с антирелигиозными лекциями и докладами.
В 1925 году в журнале «Молодая гвардия» был опубликован его первый рассказ «Мёд». В произведениях Медынского рассматриваются проблемы морали, социальной педагогики.
В 1930 году опубликовал в журнале «Октябрь» первое большое произведение роман «Самстрой» — о строительстве новой жизни и формирование человеческой личности в эпоху Социализма.
В 1930-е годы писатель на новой стройке — среди рабочих и инженеров Московского метрополитена имени Л. М. Кагановича. Его привлекают к работе по созданию «Истории метро», которая пишется по горячим следам событий — листовка, фотографии, стенная печать, дневники метростроевцев.
Первым крупным произведением для старшего школьного возраста стала повесть «Девятый „А“», рассказывающая о светлой поре юности, не омраченной ни испытаниями военного лихолетья, ни превратностями взрослой жизни.
Войну провёл в тылу на пропагандистской работе.
В 1954 году вышла «Повесть о юности», о жизни советских школьников, о процессе воспитания. В 1959 году — повесть «Честь (Преступление Антона Шелестова)». Повесть была подвергнута критике и в переработанном виде вышла в 1960 году отдельным изданием в издательстве «Советский писатель».
Самый известный роман «Марья» посвящён труду колхозниц во время Великой Отечественной войны.
Произведения Григория Медынского переведены на ряд иностранных языков.
Умер 22 февраля 1984 года. Похоронен на Ваганьковском кладбище (участок № 12).

## Критика
Существуют весьма различные точки зрения на творчество Медынского. Так, литературовед В. Г. Казак подверг писателя беспощадной критике:
Его роман «Марья» (1945-48) — типичное произведение социалистического реализма самого низкого сорта, в котором жизнь колхозного крестьянства во время войны идеализирована, показана вовсе без учета существовавших на самом деле трудностей. Этот роман был награждён Сталинской премией (за 1949, 3-й степени); позже, однако, он был раскритикован за надуманную бесконфликтность. Большинство произведений Медынского посвящено теме воспитания молодёжи, особенно молодых нарушителей закона, например, «Повесть о юности» (1954) или «Честь» (1959). <…> Его творчество можно рассматривать как пример бездарности, признанной только из политических соображений.
Имеется и противоположная позиция, исходящая из перестроечной среды, акцентирующая высокую социальную значимость книг Г. А. Медынского:
Он практически первым в советской литературе затронул проблематику преступности при социализме. Его жена Мария Никифоровна работала учительницей в школе, она и навела его на сюжет о том, как один парень учился в школе, потом связался с бандитами, попал в заключение, но исправился. Григорий Александрович написал книгу «Честь», которую удалось опубликовать в журнале «Москва» в 1959. Это была бомба: началось обсуждение по стране, в том числе в школах — и в моей в Самаре (тогда Куйбышев). Вышел спектакль «Жизнь и преступление Антона Шелеста».
Медынский затронул такой пласт боли в послесталинскую эпоху, что к нему пошли письма со всей страны от людей, пострадавших от репрессий и несправедливости, писали даже из тюрем и лагерей. Стал накапливаться материал, писатель работал с ним практически до конца жизни (он умер в 84-м году). На этом материале были созданы все последующие книги.
В частности, на излёте хрущёвской оттепели вышла «Трудная книга», которая потом переиздавалась уже с купюрами. В своих работах Медынский заговорил о «нажитках» системы — до него было принято критиковать одни «пережитки».

## Семья
В 1918 году, работая в Гремячево, Григорий Александрович женился, у него родился сын Владимир, погибший в годы Великой Отечественной войны под Воронежем.

## Память
В первые годы советской власти Григорий Александрович работал в уездных органах власти. В 1991 году сотрудниками Медынского РОВД был установлен памятный знак на месте бывшего села Пятница-Городня, где проживал известный советский писатель и публицист.

## Награды и премии
- Сталинская премия третьей степени (1950) — за роман «Марья» (1946—1949)
- орден Трудового Красного Знамени
- медали